# Jazz à Newport
Pour plus de détails, voir Fiche technique et Distribution.
Jazz à Newport (Jazz on a Summer's Day) est un film de concert, un long métrage se déroulant au festival de jazz de Newport en 1958 dans le Rhode Island, réalisé par Bert Stern et Aram Avakian.

## Fiche technique
- Titre : Jazz à Newport
- Titre original : Jazz on a Summer's Day
- Réalisation : Bert Stern et Aram Avakian
- Scénario : Albert D'Annibale et Arnold Perl
- Photographie : Aram Avakian, Raymond Phelan et Bert Stern
- Montage : Aram Avakian
- Production : Bert Stern
- Société de production : Galaxy Productions et Raven Films
- Société de distribution : Galaxy Attractions (États-Unis)
- Pays :  États-Unis
- Genre : Film de concert
- Durée : de 85[1] à 88 minutes selon les versions
- Dates de sortie : 
  -  Italie : 6 septembre 1959 (Mostra de Venise)
  -  États-Unis : 11 février 1960
  -  France : 20 avril 1960

## Conception

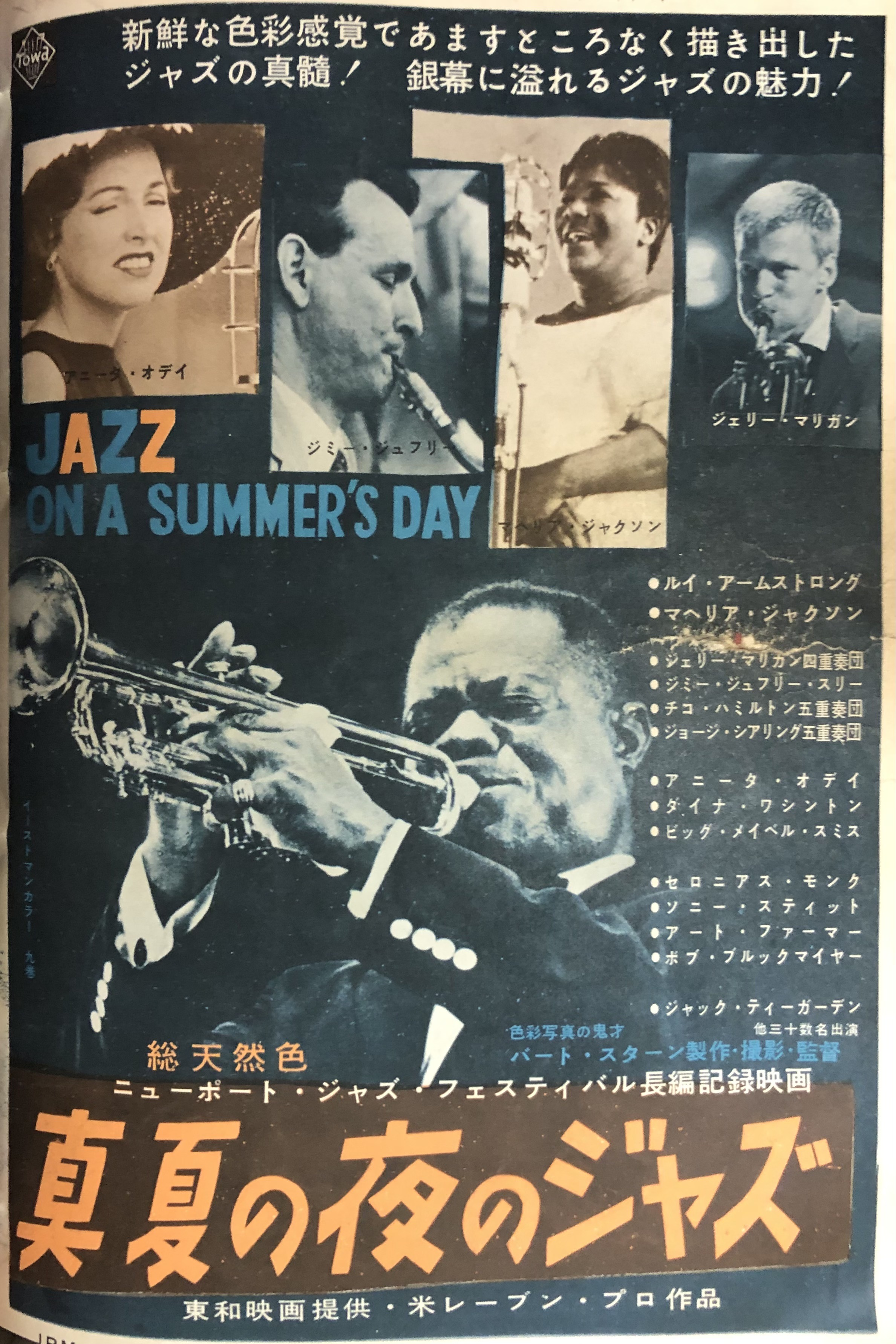
Annonce du film dans un magazine japonais en 1960.

À l’été 1958, le photographe de mode Bert Stern décide de filmer la cinquième édition du festival de jazz de Newport, dans l’État de Rhode Island. Plusieurs grandes figures du jazz (ou, à plus petite dose, de rhythm’n’blues)  sont programmées dans cette édition du festival, notamment Louis Armstrong, Duke Ellington, Miles Davis, Dinah Washington, Anita O'Day, Horace Silver, Thelonious Monk, Ray Charles,  Jimmy Giuffre, Gerry Mulligan, Chuck Berry ou encore Chico Hamilton. 
Mais plusieurs d'entre elles, comme Duke Ellington, Miles Davis, Horace Silver, ou Ray Charles ne sont pas filmées ou retenues dans le montage final. Par contre, ce documentaire, un des premiers long-métrage musical, croise les images (et sons) des prestations des artistes en concert avec celles du public ou d'un groupe de dixieland animant les rues de Newport, ou encore de répétitions, mais aussi, plus surprenant, avec des images d'éliminatoires de l’America’s Cup, une compétition nautique internationale à la voile qui a lieu dans les mêmes dates à proximité,,

## Principales séquences musicales
- Jimmy Giuffre trio : Jimmy Giuffre, Bob Brookmeyer, Jim Hall
- Thelonious Monk Trio : Thelonious Monk, Henry Grimes, Roy Haynes
- Sonny Stitt et Sal Salvador
- Anita O'Day
- George Shearing
- Dinah Washington
- Gerry Mulligan Quartet avec Art Farmer
- Big Maybelle
- Chuck Berry
- Chico Hamilton Quintet avec Eric Dolphy
- Louis Armstrong et ses All-Stars : Trummy Young, Danny Barcelona et Jack Teagarden
- Mahalia Jackson

Deux gospels interprétés par Mahalia Jackson, constituent le final de ce film. Pour Thomas Sotinel, sa version de The Lord’s Prayer (Notre Père) est « l’expression même de l’espoir fiévreux et puissant qui travaillait alors les Etats-Unis ».

## Accueil
Le film est présenté en première à la Mostra de Venise 1959. Il est présenté également dans d'autres festivals, dont la 1re édition du festival international du film de Montréal en 1960.
Il s'est vu attribuer un score de 97 % sur Rotten Tomatoes. 
Avec le recul, il est quelquefois critiqué pour ne pas traduire suffisamment à l'écran le dynamisme des interprètes et pour la façon dont a été intercalé des images de l’America’s Cup,.

## Postérité
Si ce festival de Newport de 1958 a fait l'objet de plusieurs enregistrements en même temps que ce film, donnant lieu à plusieurs albums musicaux live, par exemple un album de Duke Ellington, le film a été sélectionné par la Bibliothèque du Congrès pour être conservé dans le Registre national des films des États-Unis en raison de son « importance culturelle, historique ou esthétique »,.
Le film est ressorti en salle en 2020/2021, et sur DVD/Blue en 2022.